# Edmund Spenser

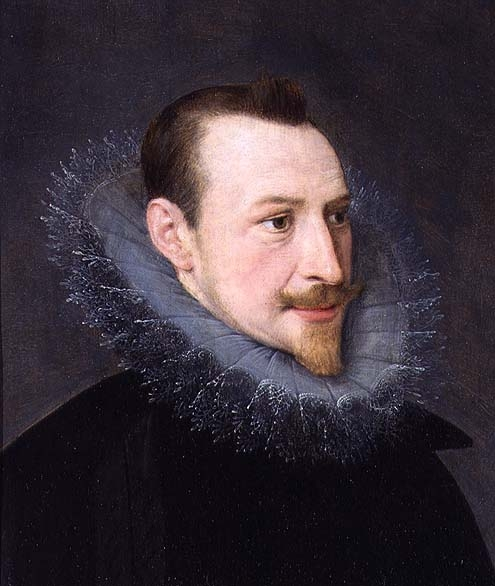
Edmund Spenser

Edmund Spenser (* um 1552 in London; † 13. Januar 1599 ebenda) war ein bedeutender englischer Dichter des elisabethanischen Zeitalters, der als älterer Zeitgenosse zu einem der Vorbilder William Shakespeares wurde.

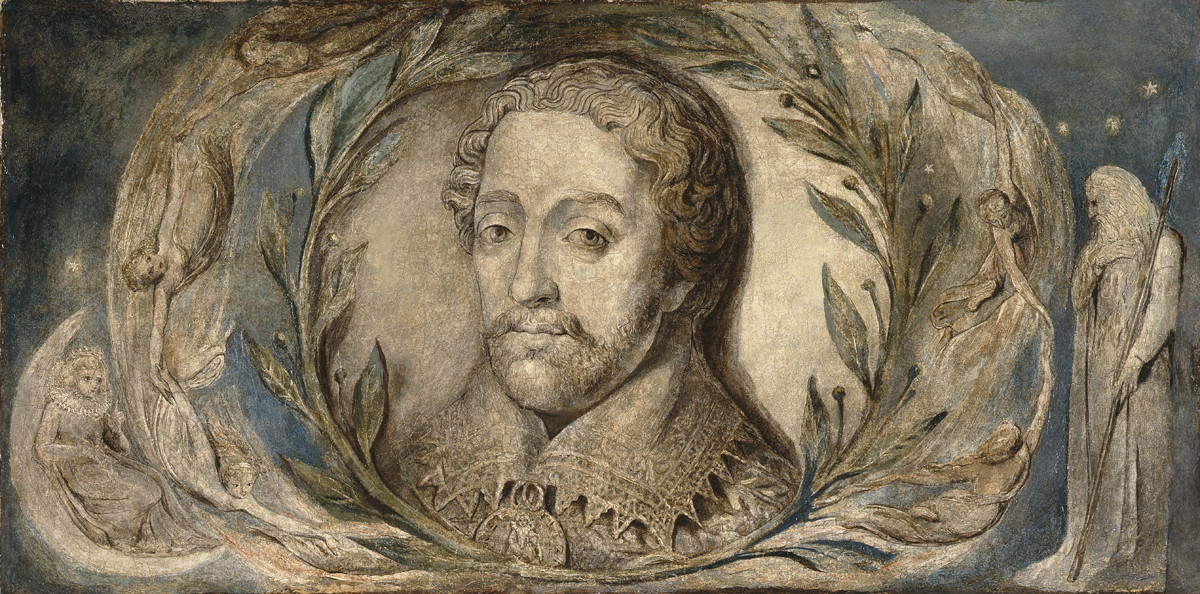
William Blake: Porträt von Edmund Spenser, um 1800, in der Manchester City Gallery

## Leben
Spenser wurde 1552 oder 1553 als Sohn des Schneiders John Spenser und seiner Frau Elisabeth geboren, die aus Lincolnshire nach London gekommen waren. Edmund besuchte die Merchant Taylors’ School, dessen Schulleiter, der berühmte Humanist Richard Mulcaster, eine neue Bildungskonzeption vertrat. Mulcaster sah nicht nur die lateinische Bildung, sondern auch die muttersprachliche, also englische Bildung, als wichtig an. Spenser studierte mit einem Stipendium von 1569 bis 1576 am Pembroke College der Universität Cambridge und erwarb den Magistergrad.
Circa 1579 protegierte ihn Robert Dudley, 1. Earl of Leicester, und machte ihn mit Sir Philip Sidney bekannt. In diesem Jahr heiratete Spenser, veröffentlichte anonym The Shepheardes Calender und erzielte damit einen ersten dichterischen Erfolg.
1580 wurde er als Chief Secretary for Ireland der Sekretär von Lord Grey of Wilton, der als Vertreter der Königin Elisabeth I. in Irland (Lord Deputy of Ireland) bestellt worden war, und zog nach Dublin um. Nachdem Lord Grey nach England zurückgerufen worden war, blieb Spenser in Irland und war beamtet bis zu seinem Tod.
1589 besuchte Sir Walter Raleigh Spenser. Spenser ging nach London, begleitet von Raleigh, und traf die Königin Elisabeth I. Im nächsten Jahr 1590 veröffentlichte er die ersten drei Bände des Versepos The Faerie Queene beim W. Ponsonby Verlag in London. Er fügte einen Brief an Walter Raleigh als Appendix diesem Werk hinzu. Seine Frau ist möglicherweise in diesem Jahr gestorben. 1594 heiratete er zum zweiten Mal, diesmal Elizabeth Boyle. 1595 schrieb er im Sonnett 60, dass er mit The Faerie Queene fertig sei. Im nächsten Jahr veröffentlichte er das ganze Werk.
Bei den Unruhen um die Selbstständigkeit Irlands ging 1598 sein Schloss Kilcolman Castle in Doneraile im County Cork in Flammen auf. Einer seiner Söhne kam dabei ums Leben. Im Winter ging er nach London, um Bericht über die Situation in Irland zu erstatten. Im Januar 1599 starb er in Westminster. Er wurde in der Poets’ Corner der Westminster Abbey begraben.
Spenser galt bereits bei seinen Zeitgenossen als großer englischer Dichter. Sein Einfluss reichte bis in das 19. Jahrhundert.

## Poetisches Werk

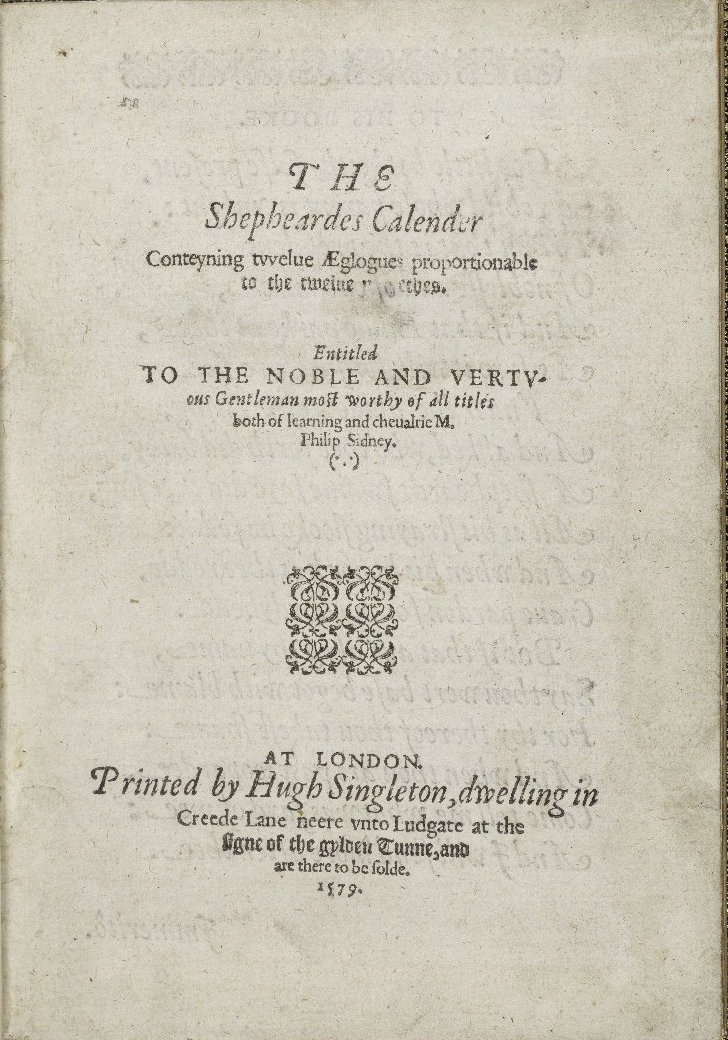
The Shepheardes Calender, Titelseite der Ausgabe von 1579

Spensers dichterisches Gesamtwerk ist durch vielfältige Einflüsse, Motive und Formen gekennzeichnet. Seine Erstveröffentlichung von The Shepheardes Calender (1579) enthält eine Sammlung von zwölf Eklogen, die aus heutiger Sicht den Beginn der Blütezeit der englischen Renaissance-Literatur markieren. Die Schäferwelt in diesen pastoralen Eklogen, die mit den Monatsnamen überschrieben sind, dient Spenser als Einkleidung für seine Reflexionen über die Liebe, die Politik und vor allem die anglikanische Kirchenpolitik im Besonderen sowie über das goldene Zeitalter im Allgemeinen.
Anders als bei Vergil oder dessen italienischen und spanischen Nachahmern kommt allerdings das Alltagsleben der Schäfer in Spensers Lyrik durchaus zur Geltung; die einheimische Tradition verschmilzt mit der formbewussten kontinentalen Pastoraldichtung. The Shepheardes Calender ist sprachlich höchst kunstvoll angelegt und rhetorisch durchstrukturiert; Spenser experimentiert in den Eklogen mit unterschiedlichen Metren und ist des Weiteren darum bemüht, durch die bewusste Verwendung von sprachlichen Archaismen eine eigenständige englische Literatursprache zu schaffen und der Dichtung eine der Alltagswelt entrückte Erhabenheit zu verleihen. Anders als Sidney, der in seiner Lyrik die elegante Sprache des Hofes nutzte, griff Spenser allerdings nicht nur auf die Sprache Geoffrey Chaucers, sondern ebenso auf Dialekte zurück, um so die poetische Sprache zu erweitern. Mit The Shepheardes Calender verhalf er zugleich der Pastoraldichtung in England zum Durchbruch.
Die pastorale Motivik nutzt Spenser ebenfalls in den beiden späteren Gedichten Daphnaida (1590) und Colin Clout Comes Home Again (1595), in denen der Hintergrund der Schäferwelt nunmehr als Einkleidung für Geschehnisse aus den Bereichen des Adels und des Hofes verwendet wird. Die Schäferin Daphne, die von dem Schäfer Alcyon in der Daphnaida beklagt wird, weist auf eine im Alter von 19 Jahren verstorbene, wohlsituierte junge Frau aus Spensers Bekanntenkreis; Colin Clout Comes Home Again thematisiert seine eigene Reise nach England und Rückkehr nach Irland in den Jahren 1589–91.
Ein latentes Zentrum dieser pastoralen Lyrik Spensers liegt darüber hinaus in dem Bemühen um eine mythisierende Überhöhung der zur damaligen Zeit noch jungen Regentin Elisabeth. In der April-Ekloge von The Shepheardes Calender wird Elisa in den Rang Astraeas, der gerechten Jungfrau, erhoben, die in Vergils messianischer vierter Ekloge ein Goldenes Zeitalter des Friedens hervorbringt. In Colin Clout Comes Home Again wird Elisabeth I. gleichermaßen als Cynthia, „the Lady of the Sea“ gehuldigt und damit in ihrer doppelten Rolle als Herrscherin über England und die Weltmeere sowie als Patronin der Künste im schäferlich eingekleideten Musenhof gefeiert.

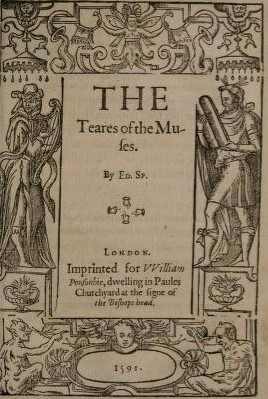
The Teares of the Muses, Titelseite der Ausgabe von 1591

An anderen Stellen nimmt Spenser in seinem dichterischen Werk volkssprachliche Vorbilder aus Frankreich und Italien auf, so etwa in den Gedichten, die er erstmals in dem Sammelband Complaints (1591) veröffentlichte. Er übersetzt Joachim du Bellays Le premier livre des antiquités de Rome („Buch I der römischen Altertümer“) wie auch weitere Gedichte du Bellays und Petrarcas und ahmt du Bellay in seinem Gedicht The Ruines of Time nach, in dem er die Klage über den Verfall und Untergang der römisch-britischen Stadt Verulamium mit der Klage über den Tod von Robert Dudley, 1. Earl of Leicester verknüpft. In The Teares of the Muses beklagen die neun Musen den aus Spensers Sicht unzureichenden Zustand der Künste und der Literatur.

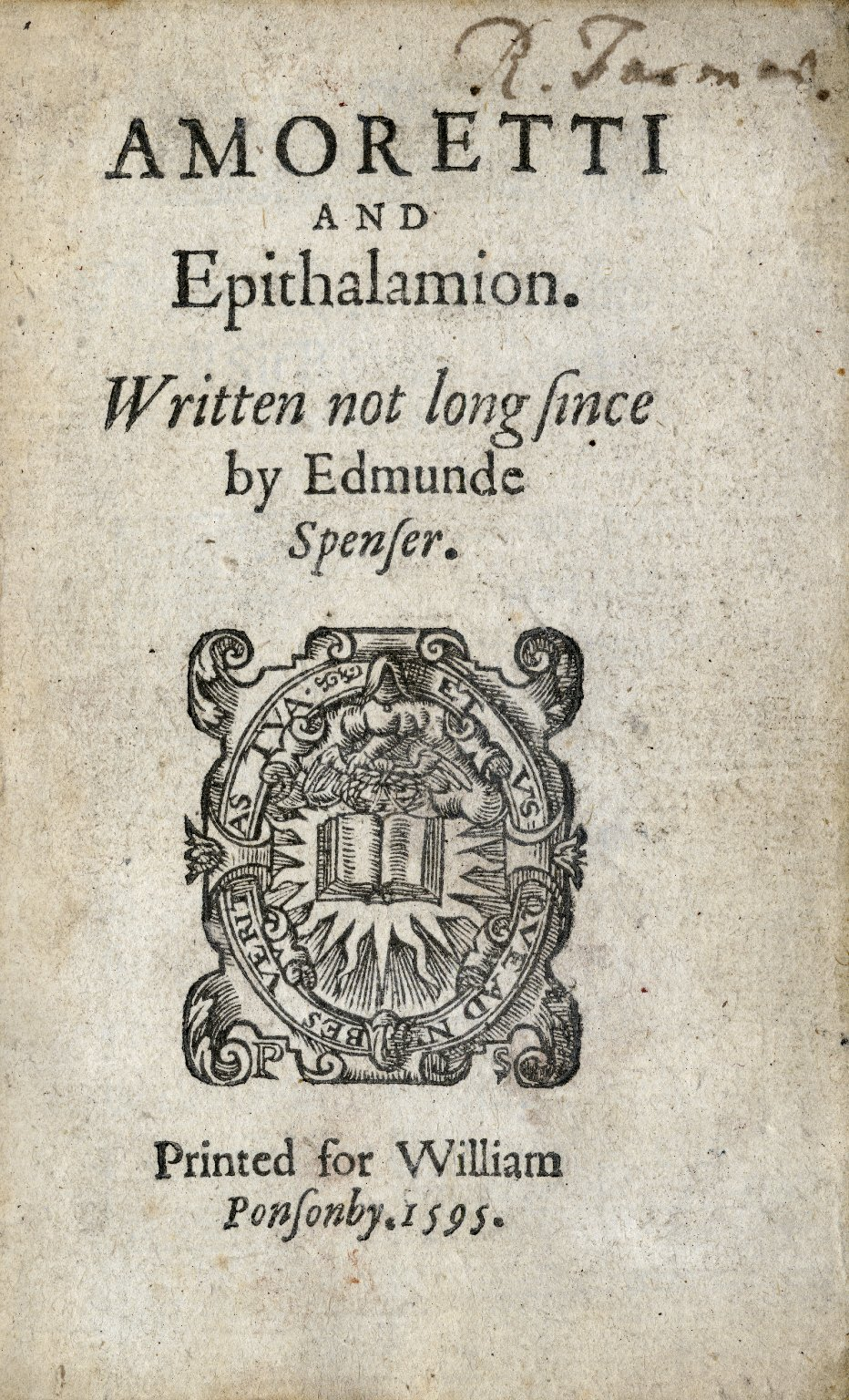
Amoretti and Epithalamion, Titelseite der Ausgabe von 1595

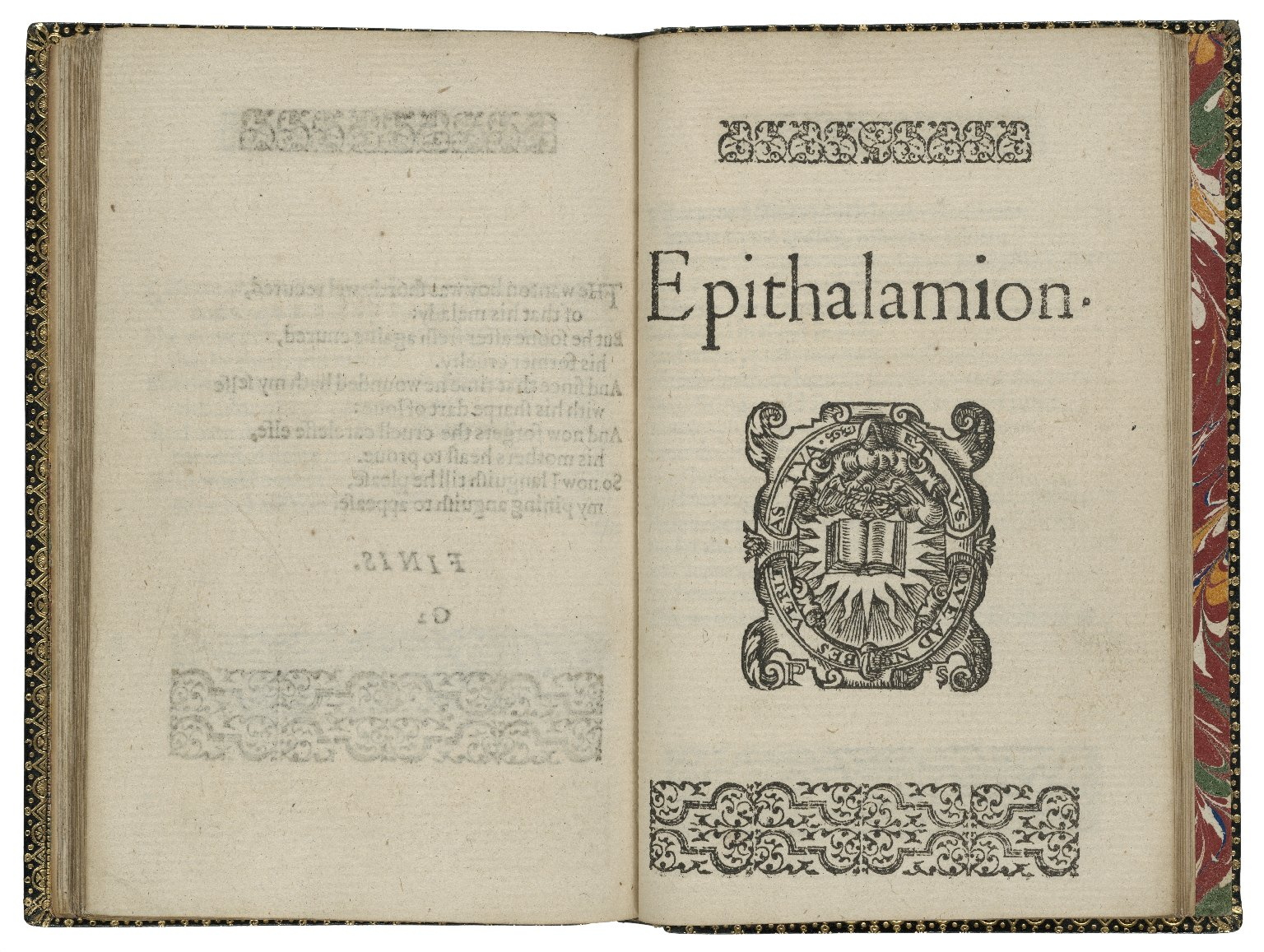
Epithalamion, Titelseite der Ausgabe von 1595

Der Sonettzyklus Amoretti (1595, dt. Sonette, 1816), den Spenser zusammen mit einem Epithalamion veröffentlichte, folgt einer damaligen literarischen Mode, die besonders durch das konkrete Vorbild Astrophel and Stella (1591) von Sir Philip Sidney ausgeprägt wurde. Wie Petrarca wird in diesen Sonetten die Liebe zu einer ebenso tugendhaften wie unerreichbaren Dame zum Ausdruck gebracht. In den 89 Sonetten der Amoretti thematisiert Spenser die Geschichte der eigenen Liebe zu seiner zweiten Ehefrau Elizabeth Boyle. Anfangs weist die Geliebte den Sprecher zurück, der sich auf konventionelle Weise über ihre Grausamkeit beklagt, bis er schließlich von ihr erhört wird. Das Epithalamion schildert den Hochzeitstag und betrachtet gleichzeitig die Zeremonie der Eheschließung als Ausdruck der kosmischen Harmonie.
In einer Vielzahl kunstvoll gestalteter Bilder rühmt Spenser in den Amoretti die Schönheit seiner Geliebten und analysiert zugleich seine eigene Befindlichkeit. Wie bei Sidney sieht Spenser in der Schönheit seiner Geliebten die Verkörperung der Gnade des Himmels und der Harmonie der natürlichen Weltordnung. Da Spenser im Unterschied zu Petrarcas und Sidneys lyrischem Sprecher seine Geliebte allerdings am Ende heiratet, kann er ähnlich wie Shakespeare in seinen Komödien auf dem Hintergrund der neuplatonischen Konzepte, die das elisabethanische Weltbild mit beeinflussten, dichterisch die Vorstellung von einer ehelichen Verbindung darstellen, die auf gegenseitiger Liebe beruht.
Während bei Sidney der Konflikt zwischen dem protestantischen Ethos und dem petrarkischen Ideal noch völlig zugunsten des Religiösen gelöst wird, verschmilzt Spensers Anglikanismus in den Amoretti mit dem christlichen Neuplatonismus der Florentiner Camerata. Das christliche Ehesakrament bildet in den Amoretti von Anfang an das Ziel der Liebeswerbung; ihm nähern sich die Liebenden ohne die heftigen Schwankungen der Gefühle zwischen Hoffnung und Verzweiflung oder Entzücken und Schmerz, wie sie in der petrarkistischen Liebe zu durchleiden sind. Die Widerstände auf dem Weg der Liebenden, die Verleumdungen oder vorübergehenden Trennungen sind bei Spenser einzig Prüfungen, die die gegenseitige Liebe läutern und vertiefen. Am Ende des Reifungsprozesses steht in den Amoretti auch keine Sublimation, sondern die leibseelische Vereinigung des Liebespaares. Während Sidneys Astrophel aus der dramatischen Situation heraus voller Erregung spricht, bleiben der Darstellungsmodus und die Sprachgesten in den Amoretti gelassen und entsprechen dem ruhigen Gang der Ereignisse, die Spensers Liebender zumeist in der abgeklärten Form einer Rückschau auf vergangene Situationen oder Ereignisse schildert.
Die platonische oder neuplatonische Liebeskonzeption Spensers findet ebenfalls in den vier Hymnen der Fowre Hymnes (1596) ihren Ausdruck, die der „Liebe“, der „Schönheit“, der „himmlischen Liebe“ und der „himmlischen Schönheit“ gewidmet sind. Die erotische Liebe führt, wie bereits bei Platon, zu einer Erkenntnis kosmischer Zusammenhänge und Beziehungen; die verschiedenen Elemente der neuplatonischen Vorstellungswelt werden durch Liebe in Harmonie miteinander zusammengehalten. Der körperlichen Schönheit entspricht stets auch die geistige Schönheit; die Liebe zur Schönheit führt demnach zur geistigen Vervollkommnung. In den letzten beiden Hymnen stellt Spenser der irdischen Liebe und Schönheit die Darstellung der durch Christus verkörperten himmlischen Liebe und der in der kosmischen Ordnung sich offenbarenden himmlischen Schönheit gegenüber; auch diese christlichen Hymnen werden durch neuplatonische Konzepte und Begrifflichkeiten bestimmt.
Spensers Hauptwerk The Faerie Queene (1590, dt. Die Feenkönigin, 1854 als Teilübertragung) steht in der Tradition der antiken Epen Homers und Vergils, zugleich jedoch auch der italienischen Epen Ariosts und Tassos.

## Spensers HauptwerkThe Faerie Queene

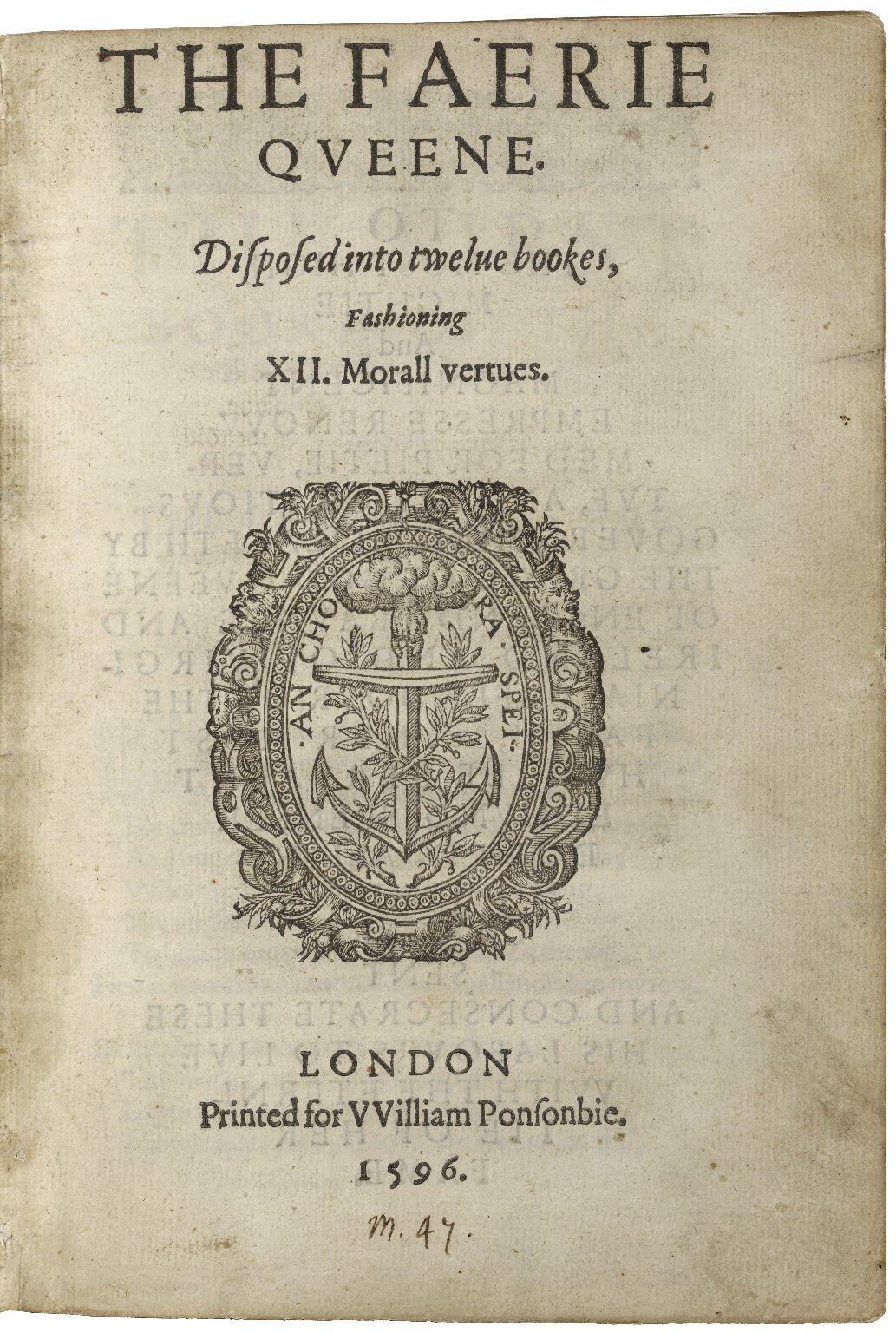
The Faerie Queene, Titelseite der Ausgabe von 1596

Ursprünglich war The Faerie Queene nach Spensers eigener Darlegung in einem erläuternden Brief an Raleigh auf die zwölf Bücher der Aeneis oder gar die vierundzwanzig der Ilias hin angelegt, bleibt jedoch nach drei Büchern, die 1590 erscheinen, und drei weiteren, die sechs Jahre später veröffentlicht werden, ein Fragment. Dennoch gilt dieses nach der Hälfte oder einem Viertel abbrechende Werk als Spensers bedeutendster Beitrag zur englischen Dichtung und wird als ehrgeizigstes aller elisabethanischen Erzählgedichte betrachtet. The Faerie Queene bleibt allerdings nicht deshalb unvollendet, weil Krankheit oder Tod den Verfasser darin gehindert hätten, es fertigzustellen, sondern weil Spensers anfängliche utopische Vision vom Artusrittertum und der Feenwelt Glorianas im weiteren Verlauf der Ausgestaltung des Werkes spätestens Ende der 1590er Jahre immer weniger im Einklang mit der gesellschaftlich-politischen Realität des elisabethanischen Zeitalters steht und seine Sicht der realen Verhältnisse zu dieser Zeit zusehends pessimistischer wird.
Die Vorlage für den erzählerischen Rahmen dieser epischen Ritterromanze, die wie die vorherige Dichtung Spenser ebenfalls die Gunst der Königin Elisabeth I. sucht und eine durchgehende Allegorie zum christlichen Glauben enthält, bildet der mittelalterliche Sagenkreis der Artus-Legende. Die Feenkönigin Gloriana sendet sechs Ritter, die alle eine spezifische Tugend verkörpern, zu Abenteuern aus. Die jeweilige Tugend unterstützt diese Ritter bei ihrer Quest und erlaubt es ihnen, ihre Abenteuer siegreich zu bestehen.
Die sechs Bücher der The Faerie Queene, die mit ihren figurenreichen und märchenhaften Schilderungen und Abenteuern als Allegorese auf den drei Ebenen der moralischen, religiösen und politischen Ebene gedeutet werden können, enthalten jeweils eine Unterteilung in etwa 50 neunzeilige Strophen, deren Reimung eine Weiterentwicklung der von den italienischen Ependichtern verwendeten Versmaße darstellt.
Für The Faerie Queene gestaltete Spenser demgemäß eine spezielle Strophenform, die als „Spenserian Stanza“ (Spenserstrophe) bekannt wurde: Hierbei enthält jede Strophe neun Verse, acht jambische Fünfheber, gefolgt von einem jambischen Sechsheber, einem Alexandriner. Das Reimschema der Spenserstrophe ist [ababbcbcc].

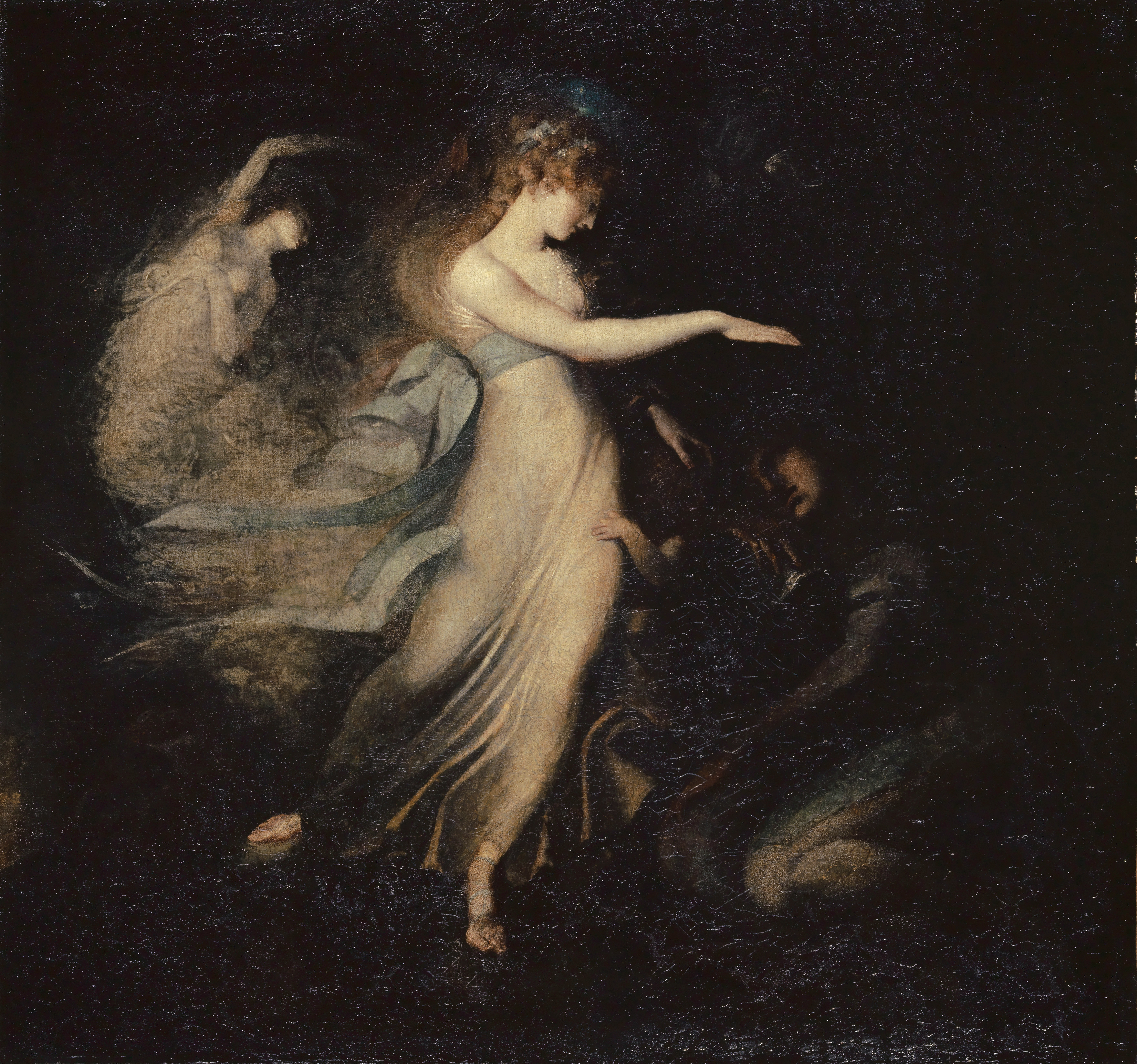
Prince Arthur and the Fairy Queen von Johann Heinrich Füssli (um 1788)

Beispiel aus The Faerie Queene. Book iii. Canto xi. St. 54.:
And as she lookt about, she did behold,

How over that same dore was likewise writ,

Be bold, be bold, and every where Be bold,

That much she muz'd, yet could not construe it

By any ridling skill, or commune wit.

At last she spyde at that roomes upper end,

Another yron dore, on which was writ,

Be not too bold; whereto though she did bend

Her earnest mind, yet wist not what it might intend.
Als sie herumsah, sah sie ohn’ Bemühn,

Dass über diese Tür geschrieben war,

Sei kühn, sei kühn, und überall: Sei kühn,

Soviel sie sann, es blieb ihr sonderbar

Trotz Rätselkunst und klugem Augenpaar.

Dann sah sie an des Raumes obrer Seit’

'ne andre Eisentür, auf diese war

Geschrieben: Sei nicht zu kühn, doch so weit

Sie’s auch erwog, es blieb für sie in Dunkelheit.
Die ersten drei Bücher von The Faerie Queene sind den Tugenden Holiness (dt. „Heiligkeit“), Temperance (dt. „Mäßigung“) und Chastity (dt. „Keuschheit“) gewidmet und als Einheit konzipiert. Der „Rotkreuzritter“, der später mit dem englischen Nationalheiligen Saint George identifiziert wird, erringt im ersten Buch einen Sieg gegen die Feinde der wahren Kirche, die durch Una verkörpert wird. Im zweiten Buch gewinnt Sir Guyon den Kampf gegen verschiedene Formen des Übermaßes wie Gier, Wut oder Völlerei und zerstört schließlich den „Garten der Lüste“. Im dritten Buch wird die Keuschheit durch Britomat, einen weiblichen Ritter, verkörpert. Britomat sucht standhaft nach dem edlen Ritter Artegall; gleichzeitig wird von Belphoebe und Amorest, zwei anderen jungen Frauen, erzählt, die für unterschiedliche Aspekte der weiblichen Vollkommenheit stehen und exzessive, jedoch vollständig ehrenwerte Liebesleidenschaften erwecken und auf sich ziehen.
Vermittelt über das Motivinventar des Ritterromans kommen in den ersten drei Büchern der Faerie Queene im Wesentlichen jene Wertesysteme zum Tragen, die in der Renaissancekultur miteinander im Wettstreit standen: die christliche Tradition, die aristotelische Wertschätzung des guten Mittelmaßes und eine auf Vernunft gegründete Lebensführung verbunden mit dem platonischen Streben nach transzendentaler Vollkommenheit. Spensers Anordnung der Bücher lässt erkennen, wie er sich eine Harmonisierung dieser Wertesysteme vorstellte: Der christliche Glaube liefert die unverzichtbare Grundlage für weiteres ethisches Streben; ergänzt wird dieses Bemühen durch eine weltliche Vernunft. Eine Fortführung findet sich in der Kultivierung der „Keuschheit“, jedoch nicht als Negation, sondern als Sublimation der Leidenschaftlichkeit.
Die Bücher IV bis VI nehmen demgegenüber in stärkerem Maße allegorisch Bezug auf zeitgenössische Ereignisse wie beispielsweise das Zerwürfnis der Königin mit Raleigh, die Hinrichtung Maria Stuarts oder die Niederschlagung der Rebellionen in Irland.
Geplant war The Faerie Queene, wie Spensers Brief an Raleigh belegt, als Apotheose der bestehenden politischen Ordnung, der sozialen Harmonie und der religiösen und geistigen Einheit. Der königliche Hof und die Monarchin sollten ursprünglich mit diesem Erzählgedicht als Quelle aller Tugend gepriesen werden, um so in einem großen nationalen Epos den Tudor-Staat und die anglikanische Reformation poetisch zu legitimieren. Während der Shepheardes Calender noch vom religiösen Zwist und der Korruption in allen gesellschaftlichen Ständen berichtet, sollte nun der Sieg der protestantischen Sache über die finsteren Machenschaften des päpstlichen Roms beschworen werden, indem das elisabethanische England zum wiedergekehrten Artusreich und damit zum zweiten augustäischen Rom erhöht wird. Durch die immer stärker werdenden Einbrüche von Korruption und Depravation sowie Chaotischem und Irrationalem tritt die anfängliche Verklärung des Hofes jedoch mehr und mehr in den Hintergrund und weicht einer Kritik am Abfall von den ursprünglichen höfischen und ritterlichen Normen.
Die Geschichten in The Faerie Queene führen den Leser in überaus großer Breite in eine Welt von Aventuren suchenden Rittern, holden Feen, gefangene Jungfrauen, tückischen Magiern, feuerspeienden Drachen, verzauberten Bäumen und anderen Wundern. An zwölf aufeinanderfolgenden Tagen schickt die Feenkönigin jeweils einen der Ritter in den Kampf gegen das Böse in der Welt; Prinz Arthur, der von einer Traumvision des Feenreiches umher getrieben wird, greift in kritischen Situationen stets aufs Neue rettend ein. Am Ende soll dann das Fest der Feenkönigin mit einer Vereinigung Arthurs und der heimgekehrten Ritter stehen. Dieser bunte Wechsel von Schauplätzen, Situationen und Figuren mit liebevoll ausgeschmückten Details ist in Spensers epischem Gedicht jedoch kein Selbstzweck zur Unterhaltung oder zum Vergnügen der Leser, sondern soll, wie Spenser an Raleigh schreibt, als fortlaufende Allegorie verstanden werden.
Die Ritter personifizieren jeweils die vorgeblich aristotelischen Tugenden, deren Wesen und Wert dem Leser durch die Konfrontation mit den entsprechenden Lastern oder mit falsch verstandenen Ausformungen dieser Tugenden verdeutlicht werden sollen. Nach den Tugenden der Holiness, Temperance und Chastity in den ersten drei Büchern werden die Tugenden der Friendship (dt. „Freundschaft“) und der Justice (dt. „Gerechtigkeit“) durch die weiteren Ritter personifiziert; als Höhepunkt von Spensers höfischem Epos ist die durch Sir Calidore verkörperte Tugend der Courtesy (dt. „Höfischkeit“ oder „Anstand“ und „Höflichkeit“) gedacht. Prinz Arthur personifiziert schließlich die Magnificence, höchstwahrscheinlich im Sinne der magnanimity („Großherzigkeit“), die alle übrigen Tugenden umfasst und zur Vervollkommnung bringt.
Neben der moralphilosophischen Allegorese deutet Spenser in seinem Brief an Raleigh darüber hinausgehend eine weitere Lesart an, die sowohl eine politische wie auch eine nationalgeschichtliche Bedeutungsebene umfasst. So schreibt Spenser im Hinblick auf seine Feenkönigin Gloriana: „In That Faery Queen I mean glory in my general intention, but in my particular I conceive the most excellent and glorious person of our Sovereign the Queen.“
Elisabeth I. erscheint damit der Theorie der beiden Körper des Menschen entsprechend nicht allein in ihrer öffentlichen Rolle als Regentin in der Gestalt Glorianas, sondern ebenso in ihrer privaten Eigenschaft als äußerst tugendhafte und schöne Frau. Für den zeitgenössischen Leser eröffnen sich derart vor allem politisch-allegorische Deutungsweisen, da er über das nötige Kontextwissen verfügt und die emblematischen, ikonographischen oder bildhaften Chiffren in dem Erzählgedicht in der Regel mühelos entschlüsseln kann.
So personifiziert der Redcross Knight („Rotkreuz-Ritter“) im ersten Buch nicht nur die Holiness allgemein, sondern speziell die der anglikanischen Staatskirche, deren reine und eine Wahrheit er in der Gestalt der Jungfrau Una verteidigt. Der Erzzauberer Archimago verkörpert demgegenüber den römischen Papst, indem er in der heuchlerischen Intrige die Rolle des Ritters als Verteidiger der göttlichen Wahrheit in Anspruch nimmt. Die doppelzüngige und zweigesichtige Duessa steht für die Römisch-Katholische Kirche und übernimmt symbolisch in noch pointierterer Form im V. Buch die Rolle Maria Stuarts.
Obwohl zahlreiche Bezüge mehrdeutig oder dunkel bleiben, legt das V. Buch, das der Tugend der Gerechtigkeit gewidmet ist, vor allem eine Deutung als politische Allegorese nahe. Hinter Sir Artegalls Kampf für die Gerechtigkeit stehen in erster Linie die zeitgenössischen innen- und außenpolitischen Ziele eines militanten Protestantismus, wie er etwa von Leicester, Raleigh oder Sidney, den befreundeten Mentoren Spensers, vertreten wurde. Elisabeth I. wurde von diesen immer wieder bedrängt, den anglikanischen Glauben militanter gegen die katholischen Gegner zu verteidigen, härter durchzugreifen und entschlossener einzuschreiten, beispielsweise gegen die Aufständischen in Irland oder auch in Frankreich oder den Niederlanden. Zu Beginn der Entstehung von The Faerie Queene hatten solche Anliegen durchaus noch Aussicht auf Erfolg; zehn Jahre später, nach dem Heldentod Sidneys in den Niederlanden, dem Zerwürfnis Raleighs mit Elisabeth und dem Tod Leicesters, gab es jedoch für eine derartige heroische Vision der Rolle Elisabeths keine reale Grundlage mehr, nicht zuletzt auch aufgrund ihrer oftmals unsicher schwankenden und vorrangig auf Ausgleich bedachten Politik.
Diese Desillusionierung kann durchaus als Erklärung oder Deutung für das düstere, ominös offene Ende des V. Buches mit herangezogen werden; der Niederschlag dieser enttäuschenden Ernüchterung findet sich in einer solchen Lesart vor allem in dem beunruhigenden Bildes zweier dämonischer Hexen mit hundertzüngigem Ungeheuer.
Dementsprechend ist Spensers The Faerie Queene sowohl als poetischer Ausdruck einer nationalpolitischen Vision wie auch als Dokument der Desillusionierung deutbar. Dieser Gegensatz tritt noch deutlicher im VI. Buch hervor, das den klimatischen Höhepunkt des Werkes bildet: Der im Hinblick auf die Courtesy und die ritterliche Galanterie zu erwartende Umschwung der düsteren Atmosphäre kommt nicht zum Tragen. Die Welt des Hofes, an der diese im Kern höfische Tugend eigentlich zur Geltung kommen sollte, befindet sich in den Klauen des Blatant Beast, der Verkörperung von Missgunst, Verleumdung und Intrige. Sir Calidores Kampf für die Tugend der Courtesy bleibt angesichts der Perversion der höfischen Werte damit letztlich ohne Erfolg. Bezeichnenderweise bleibt Elisabeth I. im VI. Buch ohne allegorische Repräsentanten, obwohl an dieser Stelle insbesondere der Hof den thematischen Mittelpunkt bildet. Gleichermaßen bezeichnend ist, dass Sir Calidore sich nicht in der höfischen Welt bewegt, sondern vornehmlich in der pastoralen Idylle auf dem Lande. Spensers Erzählgedicht verlässt hier den Bereich des höfischen Epos und führt in die vollständig andere Welt der griechischen Schäferromanze ein. An dieser Stelle tritt schließlich auch Spenser selbst in dem Schäferkostüm des Colin Clout auf, das seinen Zeitgenossen wohl vertraut war. Als Dichter ist er sich somit seiner eigenen öffentlichen Rolle selbst nicht mehr sicher.
Als episches Gedicht unterscheidet sich The Faerie Queene vom späteren Roman nicht nur in formalen Aspekten durch seine Vers- und Strophenform; bedeutsamere Unterschiede sind vor allem in dem restaurativen Rückgriff auf mittelalterliche Konventionen wie Artusepik, Ritterromanze, Feenmärchen und Allegorie zu sehen. Darüber hinaus zeigt The Faerie Queene neben dem hohen Stand und dem herausragenden öffentlichen Status seiner Protagonisten eine nostalgische Verlagerung der zeitgenössischen Wirklichkeit in eine idealisierte Vergangenheit mit beständigen Einbrüchen des Wunderbaren, die der Gestaltung einer empirisch als realistisch erscheinenden fiktionalen Welt widersprechen.

## Werkgeschichtlicher Einfluss und Rezeption
Spensers Einfluss auf spätere angelsächsische Autoren, angefangen bei William Shakespeare, ist unübersehbar groß. „Durch den Zwist, den Spenser mit sich austrug, gewann die englische Dichtung ihre erstaunliche Komplexität.“ Die „chthonische Dämonie“ der romantischen Dichtung, die sich in den Werken von Samuel Taylor Coleridge, Edgar Allan Poe und Charles Baudelaire finde, sei auf Spenser zurückzuführen, schreibt Camille Paglia.
Spensers unvollendetes Hauptwerk The Faerie Queene galt als der glanzvollste und größte Versuch, die politisch-religiöse Konzeption des Puritanismus mit dem poetischen Entwurf eines idealen Weltbildes und einer humanistischen Tugendlehre zu verknüpfen und wurde in der ersten Hälfte des 17. Jahrhunderts in den Dichtungen der sogenannten Spenserianer wiederholt nachgeahmt. Die späteren Dichtwerke der Spenserianer waren jedoch überwiegend philosophisch befrachtete, zumeist dunkle allegorische Dichtungen, die an Spensers einzigartige Verbindung von politisch-religiöser Aussage mit dem Entwurf einer bunten Zauber- und Feenwelt nicht mehr heranreichten. Während der Herrschaft der Stuarts änderte sich das politische Klima entscheidend: der Puritanismus radikalisierte sich politisch und vertrat zunehmend antihumanistische und dichtungsfeindliche Positionen, während der konservative Humanismus die hierarchischen Ordnungskonzeptionen beibehielt oder aber sich in Richtung absolutistischer Monarchievorstellungen bewegte, wie sie von Jakob I. theoretisch vertreten und von Ben Jonson poetisch in seinen höfischen Maskenspielen, den court masques, dargestellt wurden.
John Milton, Autor von Paradise Lost, und John Keats zählen zu den Autoren, die stark vom Vorbild Spensers beeinflusst wurden. Lord Byron nutzte die Spenserian Stanza in Childe Harold’s Pilgrimage, John Keats in The Eve of St. Agnes, Percy Bysshe Shelley in The Revolt of Islam und Adonais.
Der Romantiker Charles Lamb verlieh Spenser den Ehrentitel eines poet’s poet, mithin eines Dichters, von dem andere lernen können. Trotz der Kritik an seiner Kunstsprache, wie sie etwa Ben Jonson äußerte, wurde in der Rezeption seines Werkes bis in die Neuzeit hinein seine visionäre Erfindungskraft und kunstvolle Gestaltung theologischer und philosophischer Ideen in poetischen Bildern gerühmt.
Hervorgehoben wurde in der Kritik bis über das 19. Jahrhundert hinaus vor allem sein Versuch, die verschiedenartigsten literarischen Traditionen und Anregungen, von den antiken Mythen und der antiken Literatur über die mittelalterlichen Stoffe und Formen bis hin zu der englischen Folklore und den italienischen und französischen Vorbildern, zu einer polyphonen Einheit zu verbinden, um so seinem christlichen Humanismus protestantisch-patriotischer Prägung dichterisch Ausdruck zu verleihen.